# ディッキー郡 (ノースダコタ州)
ディッキー郡（英: Dickey County）は、アメリカ合衆国ノースダコタ州の南部に位置する郡である。2010年国勢調査での人口は5,289人であり、2000年の5,757人から8.1%減少した。郡庁所在地はエレンデール市（人口1,394人）であり、同郡で人口最大の都市はオークス市（人口1,856人である。

## 歴史
1881年にダコタ準州議会がディッキー郡の創設を認証した。郡名はその議会の議員だったジョージ・H・ディッキーに因んで名付けられた。構成化の会合は1882年8月28日、エレンデールで開催された。

## 地理
アメリカ合衆国国勢調査局に拠れば、郡域全面積は1,142平方マイル (2,957.8 km2)であり、このうち陸地は1,131平方マイル (2,929.3 km2)、水域は11平方マイル (28.5 km2)で水域率は0.93％である。

### 主要高規格道路
- アメリカ国道281号線
- ノースダコタ州道1号線
- ノースダコタ州道11号線
- ノースダコタ州道56号線

### 隣接する郡
- ラムーア郡 - 北
- ランサム郡 - 北東
- サージェント郡 - 東
- ブラウン郡 (サウスダコタ州) - 南
- マクファーソン郡 (サウスダコタ州) - 南西
- マッキントッシュ郡 - 西

### 国立保護地域
- ダコタ湖国立野生生物保護区
- メイプル川国立野生生物保護区

## 人口動態
以下は2000年の国勢調査による人口統計データである。
| 基礎データ - 人口: 5,757人 - 世帯数: 2,283 世帯 - 家族数: 1,499 家族 - 人口密度: 2人/km2（5人/mi2） - 住居数: 2,656軒 - 住居密度: 1軒/km2（2軒/mi2） 人種別人口構成 - 白人: 97.78% - アフリカン・アメリカン: 0.10% - ネイティブ・アメリカン: 0.35% - アジア人: 0.50% - その他の人種: 0.56% - 混血: 0.71% - ヒスパニック・ラテン系: 1.35% 先祖による構成 - ドイツ系：48.9％ - ノルウェー系：14.7％ - アメリカ人：6.7％ - アイルランド系：6.0％ 言語による構成 - 英語：92.3％ - ドイツ語：5.7％ - スペイン語：1.5％ | 年齢別人口構成 - 18歳未満: 23.8% - 18-24歳: 10.2% - 25-44歳: 22.5% - 45-64歳: 22.2% - 65歳以上: 21.3% - 年齢の中央値: 41歳 - 性比（女性100人あたり男性の人口） - 総人口: 97.2 - 18歳以上: 92.5 世帯と家族（対世帯数） - 18歳未満の子供がいる: 27.9% - 結婚・同居している夫婦: 58.0% - 未婚・離婚・死別女性が世帯主: 4.9% - 非家族世帯: 34.3% - 単身世帯: 32.0% - 65歳以上の老人1人暮らし: 17.6% - 平均構成人数 - 世帯: 2.36人 - 家族: 2.99人 収入と家計 - 収入の中央値 - 世帯: 29,231米ドル - 家族: 36,682米ドル - 性別 - 男性: 26,914米ドル - 女性: 15,668米ドル - 人口1人あたり収入: 15,846米ドル - 貧困線以下 - 対人口: 14.8% - 対家族数: 11.6% - 18歳未満: 20.4% - 65歳以上: 10.8% |

## 都市と町

### 都市
- エレンデール - 郡庁所在地
- フォーブス
- フラートン
- ルッデン
- モナンゴ
- オークス

注: ノースダコタ州の法人化された自治体は、その大きさに拠らず全て「市」になる

### その他の町
- グロバー
- ゲルフ
- メリコート

### 郡区
| - アダ - アルバータ - アルビオン - ベアクリーク - クレメント - ディバイド - エルデン - エレンデール - エルム - ジャーマン - グランドバレー | - ハンバーグ - ハドソン - ジェームズリバーバレー - ケント - ケントナー - キーストーン - ロレーヌ - ラベル - メイプル - メリコート - ノースウェスト | - ポートエンマ - ポーター - ポツダム - リバーデール - スプリングバレー - バレー - バンミーター - ホワイトストーン - ライト - ヨークタウン - ヤング |